# Lista över Liberias presidenter
Liberias president (engelska: President of Liberia) är landets stats- och regeringschef.

## Lista över presidenter
Nedan följer en lista över Liberias presidenter och andra personer som fullgjort ämbetet med andra titlar i motsvarande befattning.
| Namn                   | Tillträde        | Avgång           | Titel                                               |
| ---------------------- | ---------------- | ---------------- | --------------------------------------------------- |
| Joseph Jenkins Roberts | 3 januari 1848   | 7 januari 1856   | President                                           |
| Stephen Benson         | 7 januari 1856   | 4 januari 1864   | President                                           |
| Daniel Warner          | 4 januari 1864   | 6 januari 1868   | President                                           |
| James Spriggs Payne    | 6 januari 1868   | 3 januari 1870   | President                                           |
| Edward Roye            | 3 januari 1870   | 26 oktober 1871  | President                                           |
| Charles Dunbar         | 16 oktober       | 4 november 1871  | Chef för verkställande kommittén                    |
| Reginald Sherman       | 16 oktober       | 4 november 1871  | Chef för verkställande kommittén                    |
| Amos Herring           | 16 oktober       | 4 november 1871  | Chef för verkställande kommittén                    |
| James Skivring Smith   | 4 november 1871  | 1 januari 1872   | President                                           |
| Joseph Jenkins Roberts | 1 januari 1872   | 3 januari 1876   | President                                           |
| James Spriggs Payne    | 3 januari 1876   | 7 januari 1878   | President                                           |
| Anthony Gardiner       | 7 januari 1878   | 20 januari 1883  | President                                           |
| Alfred Russell         | 20 januari 1883  | 7 januari 1884   | President                                           |
| Hilary Johnson         | 7 januari 1884   | 4 januari 1892   | President                                           |
| Joseph Cheeseman       | 4 januari 1892   | 12 november 1896 | President                                           |
| William Coleman        | 12 november 1896 | 11 december 1900 | President                                           |
| Garretson Gibson       | 11 december 1900 | 4 januari 1904   | President                                           |
| Arthur Barclay         | 4 januari 1904   | 1 januari 1912   | President                                           |
| Daniel Howard          | 1 januari 1912   | 5 januari 1920   | President                                           |
| Charles King           | 5 januari 1920   | 3 december 1930  | President                                           |
| Edwin Barclay          | 3 december 1930  | 3 januari 1944   | President                                           |
| William Tubman         | 3 januari 1944   | 23 juli 1971     | President                                           |
| William Tolbert        | 23 juli 1971     | 12 april 1980    | President                                           |
| Samuel K. Doe          | 12 april 1980    | 25 juli 1984     | Ordförande för folkets inlösningsråd                |
| Samuel K. Doe          | 25 juli 1984     | 9 september 1990 | President                                           |
| Yormie Johnson         | 9 september      | 22 november 1990 | Fraktionsledare                                     |
| Charles Taylor         | 9 september      | 22 november 1990 | Fraktionsledare                                     |
| David Nimley           | 9 september      | 22 november 1990 | Fraktionsledare                                     |
| Amos Sawyer            | 9 september      | 22 november 1990 | Fraktionsledare                                     |
| Amos Sawyer            | 22 november 1990 | 18 augusti 1993  | President i Interim-Regeringen för Nationens Enande |
| Bismarck Kuyon         | 18 augusti       | 13 november 1993 | Ordförande för statens råd                          |
| Philip Banks           | 13 november 1993 | 28 februari 1994 | Ordförande för statens råd                          |
| David Kpomakpor        | 28 februari 1994 | 1 september 1995 | Ordförande för statens råd                          |
| Wilton Sankawulo       | 1 september 1995 | 3 september 1996 | Ordförande för statens råd                          |
| Ruth Perry             | 3 september 1996 | 2 augusti 1997   | Ordförande för statens råd                          |
| Charles Taylor         | 2 augusti 1997   | 11 augusti 2003  | President                                           |
| Moses Blah             | 11 augusti       | 14 oktober 2003  | President                                           |
| Gyude Bryant           | 14 oktober 2003  | 16 januari 2006  | Ordförande för övergångsregering                    |
| Ellen Johnson Sirleaf  | 16 januari 2006  | 22 januari 2018  | President                                           |
| George Weah            | 22 januari 2018  | 22 januari 2024  | President                                           |
| Joseph Boakai          | 22 januari 2024  | sittande         | President                                           |